# Myriapora
Myriapora De Blainville, 1830 è un genere di briozoi appartenente alla famiglia Myriaporidae.

## Tassonomia
Comprende le seguenti specie:
- Myriapora bugei d'Hondt, 1975
- Myriapora orientalis (Kluge, 1929)
- Myriapora simplex (Busk, 1884)
- Myriapora truncata (Pallas, 1766) - specie tipo